# Gli strani amori di quelle signore
Gli strani amori di quelle signore (Wat zien ik!?, trad. "Che cosa ho visto!?") è un film del 1971 diretto da Paul Verhoeven. È ambientato ad Amsterdam e tratta dell'ambiente in cui vivono due prostitute.

## Trama
La pellicola è incentrata sulle vite di due prostitute di Amsterdam, Greet e Nel, alle prese con problemi di cuore e le più disparate e bizzarre richieste dei loro rispettivi clienti, spesso e volentieri enarrati in forma di episodi e brevi scenette nel corso della pellicola. Le due vivono, su piani differenti, in un condominio nei pressi del Prinsengracht, nei cui rispettivi appartamenti ricevono i propri clienti.
Nel convive con Sjaak, un nullafacente con la passione per la pesca, che la donna praticamente mantiene. I due litigano molto spesso, talvolta venendo alle mani, cosa che spinge Greet a persuadere Nel a rispondere ad un annuncio per un appuntamento al buio; Nel accetta e si ritrova ad uscire con tal Signor Van Schaveren. L'appuntamento si rivela un completo disastro, concludendosi letteralmente a torte in faccia, ma di contro ha modo di conoscere il gentile Bob mentre è intenta a ripulirsi, avendo il classico colpo di fulmine.
Dopo l'ennesima sfuriata con Sjaak, che arriva addirittura a cercare di pugnalarla, la ragazza decide di piantarlo in asso, lasciando la capitale per Eindhoven, dove vive l'amato Bob. I due sembrano essere felici assieme ma, ben presto, Nel comincia a rimpiangere il suo vecchio e turbolento stile di vita, considerando Bob fin troppo noioso per i suoi gusti. Ritornata ad Amsterdam, però, fa la scoperta d'essere rimasta incinta, cosa che la spinge definitivamente ad abbandonare quella vita. Alla fine, Nel e Bob decidono di convolare a nozze e la donna, persuasa da Greet e dal resto delle loro colleghe ed amiche, decide di trovarsi lavoro come indossatrice.
Di contro, Greet vive da sola ma s'intrattiene spesso con Piet, un uomo sposato conosciuto un giorno ad un bar, oltreché l'unica persona alla quale lei non faccia pagare alcun compenso. Parallelamente alla storia dell'amica Nel, vediamo dunque l'evolversi della loro relazione, dapprima puramente fisica, fatta di fugaci incontri clandestini consumati tra locali di spogliarello e la casa della giovane, per poi incominciare a farsi sempre più intima e romantica.
Tra i due però vi sono differenze socio-culturali quasi insanabili e, una sera che Piet la porta con sé ad un concerto di musica classica, lei gli fa una scenata davanti a tutti gli astanti, non gradendo la musica e l'ambiente fine ed altolocato; quando poi l'uomo viene a sapere d'aspettare un figlio dalla moglie, decide di troncare la loro storia, seppur a malincuore, promettendole però di chiamare il nascituro "Greet" se mai dovesse essere femmina.
Il film termina con Greet che, dopo un rapporto consumato con uno dei suoi clienti col feticcio di travestirsi da inserviente, convince questi a ripulire la festa di nozze per Nel.